# Fantástico (programa de televisió)
Fantástico va ser un programa espanyol de televisió, realitzat per Fernando Navarrete i presentat per José María Íñigo, que es va emetre per TVE entre 1978 i 1980. Productor Executiu Francisco Iñigo.

## Format
El programa respon al clàssic format de Contenidor televisiu, inaugurat a Espanya anys abans pels programes Siempre en domingo, Tarde para todos i Todo es posible en domingo. Emès en directe la tarda dels diumenges, entre les 15.30 i les 19.30 hores, l'espai incloïa informació, concursos -a càrrec de l'argentí Joe Rígoli-, humor i actuacions musicals.

### Seccions
Les seccions de les quals constava el programa eren les següents:
- El rostro fantástico.
- Parece que fue ayer.
- ¿Cuánto sabe usted?.
- El conseguidor, amb l'actor Julio Riscal, que abillat amb robes estrafolàries, feia realitat les peticions que els espectadors feien arribar al programa per carta.
- Bautizo fantástico.
- Punto de mira.
- ¿Y usted qué sabe hacer?
- Medicina fantástica. Conduït pel doctor Manuel Rosado, que donava consells qualificats com a pseudocientífics per a situacions d'emergència. Com a conseqüència de la seva aplicació, es van denunciar casos d'hospitalitzacions, que van culminar amb la petició del llavors Ministre de Sanitat, Juan José Rovira, de retirada del mini-espai.[3]

A partir de gener de 1980, el programa va ser rebatejat com a Fantástico '80, i va comptar amb noves seccions com: 
- Tertulia;
- Mundo mágico;
- Ni bien, ni mal, ni sí, ni no;
- Punto de mira;
- Las estrellas del '80;
- Campeonísimo.[4]

## Premis
- TP d'Or 1978 i TP d'Or 1979 a José María Íñigo, com a Millor presentador.